# Фридрих (Хесен-Ешвеге)
Вижте пояснителната страница за други личности с името Фридрих.
Фридрих фон Хесен-Ешвеге (на немски: Friedrich von Hessen-Eschwege; * 9 май 1617 в Касел; † 24 септември 1655 в Костиан (?) при Позен) е от 1632 г. до смъртта си ландграф на Хесен-Ешвеге, под ръководството на Хесен-Касел.
Той е син на ландграф Мориц фон Хесен-Касел (1572 – 1632) и втората му съпруга Юлиана фон Насау-Диленбург (1587 – 1643), дъщеря на граф Йохан VII от Насау-Зиген и Магдалена фон Валдек. По-малък полубрат е на Вилхелм V, който наследява баща им през 1632 г. По-малък брат е на Херман IV, ландграф на Хесен-Ротенбург, и на Ернст, ландграф на Хесен-Рейнфелс.
Фридрих прави военна кариера в шведската войска и става генералмайор. Убит е при Позен на 24 септември 1655 г. След две години саркофагът му е погребан в църквата Св. Дионис в Ешвеге. Наследен е от брат му Ернст.
Фридрих е член на литературното общество Fruchtbringende Gesellschaft.

## Фамилия
Фридрих се жени на 8 септември 1646 г. в Стокхолм за пфалцграфиня Елеонора Катарина фон Пфалц-Цвайбрюкен-Клеебург (1626 – 1692), дъщеря на пфалцграф Йохан Казимир фон Пфалц-Цвайбрюкен-Клеебург (1589 – 1652) и Катарина Васа от Швеция (1584 – 1638), сестра на шведския крал Карл X Густав. Те имат децата:
- Маргарета (*/† 1647)
- Кристина (1649 – 1702) ∞ Фердинанд Албрехт I фон Брауншвайг-Беверн (1636 – 1687)
- Елизабет (1650 – 1651)
- Юлиана (1652 – 1693) ∞ 1680 Жан Жак Маршанд, барон на Лилиенбург (1656 – 1703)
- Шарлота (1653 – 1708)

∞ принц Август фон Саксония-Вайсенфелс (1650 – 1674), син на херцог Август (1614 – 1680)
∞ 1679 граф Йохан Адолф фон Бентхайм-Текленбург (1637 – 1704, развод: 1693)
- Фридрих (1654 – 1655), наследствен принц на Хесен-Ешвеге